# Сенисе, Луис Энрике
Луис Энрике Сенисе (порт. Luiz Henrique Senise; 23 июля 1947, Араракуара — 11 ноября 2020, Рио-де-Жанейро) — бразильский пианист.
Окончил Бразильскую консерваторию (1970), затем совершенствовался в Национальной школе музыки у Элзиры Амабиле и Жака Клейна, в Женеве у Никиты Магалова, в Вене у Бруно Зайдльхофера, в Париже у Элианы Ришпен и Пьера Санкана.
Как исполнитель специализировался, с одной стороны, на французском репертуаре, а с другой — на музыке бразильских композиторов, в том числе Оскара Лоренсо Фернандеса и Франсиско Миньоне. Концерт Сенисе в нью-йоркском Карнеги-холле в 1980 году, состоявший из произведений Ференца Листа и Клода Дебюсси, получил высокую оценку Джозефа Горовица.
Преподавал в Консерватории Рио-де-Жанейро с 1994 года. Умер от коронавируса COVID-19.